# 性的な姿態を撮影する行為等の処罰及び押収物に記録された性的な姿態の影像に係る電磁的記録の消去等に関する法律
性的な姿態を撮影する行為等の処罰及び押収物に記録された性的な姿態の影像に係る電磁的記録の消去等に関する法律（せいてきなしたいをさつえいするこういとうのしょばつおよびおうしゅうぶつにきろくされたせいてきなしたいのえいぞうにかかるでんじてききろくのしょうきょとうにかんするほうりつ、令和5年法律第67号）は、性的な部位の撮影や下着などの肌着への盗撮行為、拡散行為等に対する刑罰、撮影データの没収・消去に関する日本の法律である。略して、性的姿態撮影等処罰法や盗撮処罰法とも称される。

## 概要
2023年（令和5年）6月16日に国会で可決・成立した本法（盗撮処罰法）は、性的な部位や下着の盗撮行為および撮影データの提供・保管（性的姿態撮影罪、撮影罪）を処罰し、撮影データの没収・消去をすることによって、性的な姿態を撮影する行為等による被害の発生及び拡大を防止することを目的として制定された法律である。盗撮行為や撮影データの提供は3年以下の拘禁刑または300万円以下の罰金、不特定多数への提供は5年以下の拘禁刑もしくは500万円以下の罰金または併科、保管は2年以下の拘禁刑または200万円以下の罰金が科される。
本法では、盗撮行為のほか、暴行・脅迫などによって性的姿態等を撮影する行為や対象者を騙して性的姿態等を撮影する行為も処罰の対象とされている。性的姿態等撮影罪の法定刑は、迷惑防止条例の盗撮処罰規定に比べて大幅に加重されているため、緊急逮捕も可能である。
刑法に盗撮罪の規定はなく、捜査機関は迷惑防止条例や軽犯罪法、児童買春、児童ポルノに係る行為等の規制及び処罰並びに児童の保護等に関する法律などを適用していたが、迷惑防止条例は自治体によって処罰の対象となる盗撮行為や罰則が異なっていた。迷惑防止条例の場合、公共の場所や公共の乗り物で発生した盗撮のみを処罰の対象としていたことから、私有地である自宅や会社等の更衣室、タクシー内での盗撮被害などが含まれない自治体も存在した。たとえ、迷惑防止条例が適用される場所であっても盗撮を目的にカメラを設置しただけでは罪に問えない自治体も存在した。また、航空機内での盗撮行為に関しても高速で移動する機内ではどの都道府県の上空で盗撮が行われたのかを立証する必要があり、迷惑防止条例の適用が困難であったが、盗撮等処罰法は全国一律で適用されるため、どの都道府県で盗撮が行われたのか立証できない場合でも盗撮を行ったことが証拠上明らかであれば処罰が可能となる。
これまでは捜査機関が被疑者に対し、スマートフォンなどに保存された撮影データを任意で削除するよう求めていたが、本法の制定により検察官の判断で撮影データを一括して削除する措置を取ることが可能となった。児童買春・児童ポルノ禁止法違反やリベンジポルノ被害防止法に基づいて画像を押収しても有罪認定された犯罪事実に関する画像以外は、被疑者側の要請に応じて返却せざるをえなかったが、本法が制定されたことで、検察が捜査の過程で押収した性的画像を不起訴でも廃棄・消去することが可能となった。

## 構成
- 第1章 総則（第1条）
- 第2章 性的な姿態を撮影する行為等の処罰（第2条 - 第7条）
- 第3章 性的な姿態を撮影する行為により生じた物を複写した物等の没収（第8条）
- 第4章 押収物に記録された性的な姿態の影像に係る電磁的記録の消去等
  - 第1節 通則（第9条）
  - 第2節 消去等の措置（第10条・第11条）
  - 第3節 消去等の手続（第12条 - 第21条）
  - 第4節 消去等の実施（第22条 - 第25条）
  - 第5節 不服申立て等（第26条 - 第34条）
  - 第6節 消去等に係る裁判手続の特例（第35条 - 第38条）
  - 第7節 雑則（第39条 - 第42条）
  - 第8節 罰則（第43条 - 第45条）
- 附則

## 適用例

### 非拡散約束撮影物の他者提供や拡散行為
2023年8月8日、10代の知人女性を「俺しか見ないから」などと騙して、性的動画を撮影した男が逮捕された。逮捕された男は他者へ提供しようとしていたと報道された。

### 性的姿態物脅迫
2023年7月20日、顔見知りの20代の女性に、反社会的勢力との繋がりをほのめかして「家に押しかける」などと脅迫し、現金60万円と裸の画像を撮影して送るよう要求した男が逮捕された。